# Rute församling
Rute församling var en församling i Visby stift. Församlingen uppgick 2010 i Bunge församling.
Församlingskyrka var Rute kyrka.
I församlingen fanns det 2002 347 invånare.

## Administrativ historik
Församlingen har medeltida ursprung.
Församlingen utgjorde på 1300-talet ett eget pastorat för att därefter till 1962 vara moderförsamling i pastoratet Rute, Bunge och Fleringe. Från 1962 till 2010 var församlingen annexförsamling i pastoratet Bunge, Fårö, Fleringe och Rute. År 2010 uppgick församlingen i Bunge församling.
Församlingskod var 098006.